# 怀城街道
怀城镇，是中华人民共和国广东省肇庆市怀集县下辖的一个乡镇级行政单位。

## 行政区划
怀城镇下辖以下地区：
兴贤社区、育秀社区、永安社区、永光社区、文化社区、上郭社区、河南社区、幸福社区、高第社区、永红社区、山城社区、谭舍村、龙湾村、盘寨村、谭云村、利凤村、共和村、石龙村、车头村、龙西村、谭勒村、大象村、扬名村、罗龙村、庙咀村、富扬村、怀高村、木兰村、苍龙村、高凤村、盆凤村、梅石村、大梨村、大龙村、平南村、黄岗村、眉田村、顺岗村、三斗村、高龙村、永平村、升平村和珠洞村。

## 交通
- 贵广客运专线：怀集站